# Czepiel
Czepiel (czes. Čepel niem. Tippelstein lub Tüpelstein, 901 m n.p.m.) – szczyt w Karkonoszach w obrębie Lasockiego Grzbietu. 
Położony pomiędzy Kopiną na północy a Mravenečníkiem na południu. Przez Czepiel przechodzi dział wód pomiędzy zlewiskami Bałtyku i Morza Północnego. Wschodnie stoki leżą w dorzeczu Bobru a zachodnie Úpy. Zbudowany ze skał metamorficznych wschodniej osłony granitu karkonoskiego – głównie zieleńców. Wierzchołek i górne stoki są porośnięte lasami, niższe części pokrywają łąki.
Grzbietem przechodzi granica państwowa między Polską a Czechami.

## Szlaki turystyczne
Przez Czepiel przechodzą szlaki turystyczne:
- polski szlak zielony z Lubawki na Przełęcz Okraj,
- czeski czerwony szlak z Trutnova na Przełęcz Okraj (Pomezní Boudy).